# ALKAL1
ALKAL1 (англ. ALK and LTK ligand 1) – білок, який кодується однойменним геном, розташованим у людей на 8-й хромосомі. Довжина поліпептидного ланцюга білка становить 129 амінокислот, а молекулярна маса — 14 269.
| 10         |  | 20         |  | 30         |  | 40         |  | 50         |
| ---------- |  | ---------- |  | ---------- |  | ---------- |  | ---------- |
| MRPLKPGAPL |  | PALFLLALAL |  | SPHGAHGRPR |  | GRRGARVTDK |  | EPKPLLFLPA |
| AGAGRTPSGS |  | RSAEIFPRDS |  | NLKDKFIKHF |  | TGPVTFSPEC |  | SKHFHRLYYN |
| TRECSTPAYY |  | KRCARLLTRL |  | AVSPLCSQT  |  |            |  |            |

A: Аланін

C: Цистеїн

D: Аспарагінова кислота

E: Глутамінова кислота

F: Фенілаланін

G: Гліцин

H: Гістидин

I: Ізолейцин

K: Лізин

L: Лейцин

M: Метіонін

N: Аспарагін

P: Пролін

Q: Глутамін

R: Аргінін

S: Серин

T: Треонін

V: Валін

Задіяний у такому біологічному процесі, як альтернативний сплайсинг. 
Секретований назовні.